# Ansambel Roka Žlindre
Ansambel Roka Žlindre es un grupo esloveno de folk integrado por Barbara Ogrinc (voz principal), Rok Žlindra (acordeón), Boštjan Merhar (guitarra), Rok Modic (contrabajo), Tadej Osvald (coros).

## Eurovisión 2010
Participaron junto al grupo Kalamari en el concurso EMA 2010 para representar a Eslovenia en el Festival de Eurovisión con la canción "Narodnozabavni rock". Se alzaron con el primer lugar en dicha competencia con una gran cantidad de votos.
Finalmente, ambos grupos, se presentaron en la segunda semifinal, pero solo alcanzaron el 16° puesto (penúltimo lugar) con 6 puntos (5 puntos entregados por Croacia y 1 de Israel), quedando fuera de la final.

## Integrantes

### Actuales miembros
- Barbara Ogrinc (voz principal)
- Rok Žlindra (acordeón)
- Boštjan Merhar (guitarra)
- Rok modic (contrabajo)
- Tadej Osvald (coros)

### Antiguos miembros
- Nejc Drobnič (guitarra acústica)
- Toni Tomas Lovšin (guitarra)